# Wuzlam jezik
Wuzlam jezik (izlime, ouldeme, udlam, uldeme, uzam, uzlam; ISO 639-3: udl), afrazijski jezik čadske skupine biu-mandara, kojim govori 10 500 ljudi (1982 SIL) (etnička grupa Uldeme) u kamerunskoj provinciji Far North (Wuzlam Massif).

## Vanjske poveznice
- Ethnologue (14th)
- Ethnologue (15th)